# 琅琊区
琅琊区（ろうや-く）は中華人民共和国安徽省滁州市に位置する市轄区。

## 行政区画
- 街道:琅琊街道、遵陽街道、豊山街道、清流街道、揚子街道、西澗街道、滁陽街道、三官街道、紫薇街道